# Knúkur, Borðoy
Knúkur är ett berg på ön Borðoy i Färöarna. Berget har en högsta topp på 642 meter.